# Gleichtaktsignal
Als Gleichtaktsignal wird ein Signal bezeichnet, das an allen zur Funktion relevanten Eingängen eines Bausteins, z. B. an den Eingängen eines Operationsverstärkers, gleichzeitig mit gleicher Phase anliegt. 
Spannungssignale im Gleichtakt heißen Gleichtaktspannungen, bei Strömen spricht man vom Gleichtaktstrom.
Störsignale sind oft Gleichtaktsignale. Gleichtaktströme können mit Gleichtaktdrosseln begrenzt werden. Unsymmetrische Signalübertragungen sind, im Gegensatz zu symmetrischen Signalübertragungen, empfindlich gegenüber Gleichtaktstörungen.
Reale Signale sind in der Regel eine Überlagerung aus Gleichtakt- und Gegentaktsignal.
Bei zwei Eingängen (Ue1 und Ue2) eines Operationsverstärkers ist die Gleichtaktspannung (engl. common mode voltage):
{\displaystyle U_{CM}=\left|{\frac {U_{e1}+U_{e2}}{2}}\right|}

## Beispiel
Die folgenden Abbildungen zeigen ein Gleichtaktsignal, ein Gegentaktsignal sowie die Überlagerung der beiden Signale zur realen Stromverteilung.

Die Strompfeile kennzeichnen ein Gleichtaktsignal, das sich am Verbraucher Z z. B. über eine parasitäre Impedanz Ze und das Bezugspotential schließt
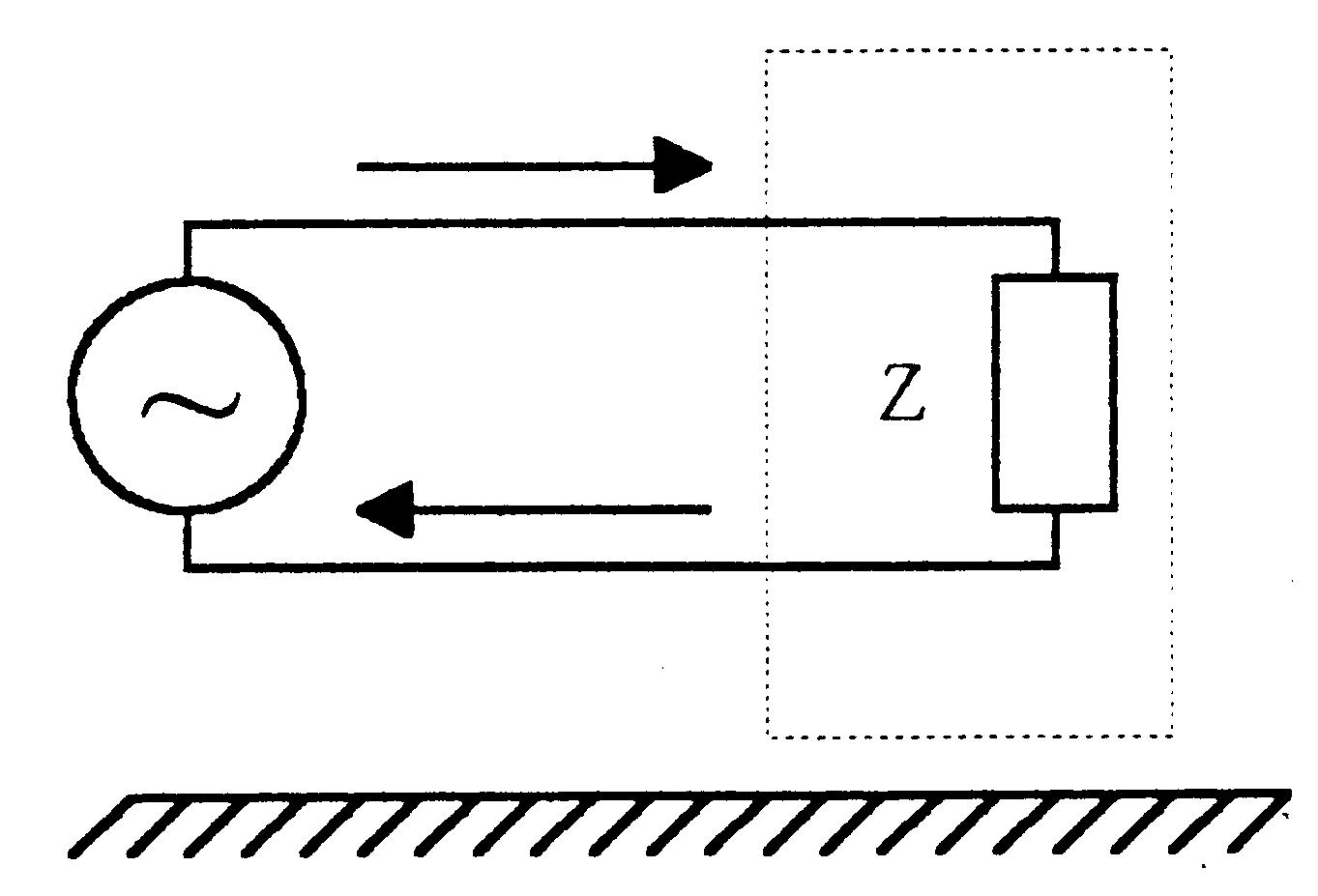
Die Strompfeile kennzeichnen ein Gegentaktsignal, das in gleicher Größe auf Hin- und Rückleiter fließt
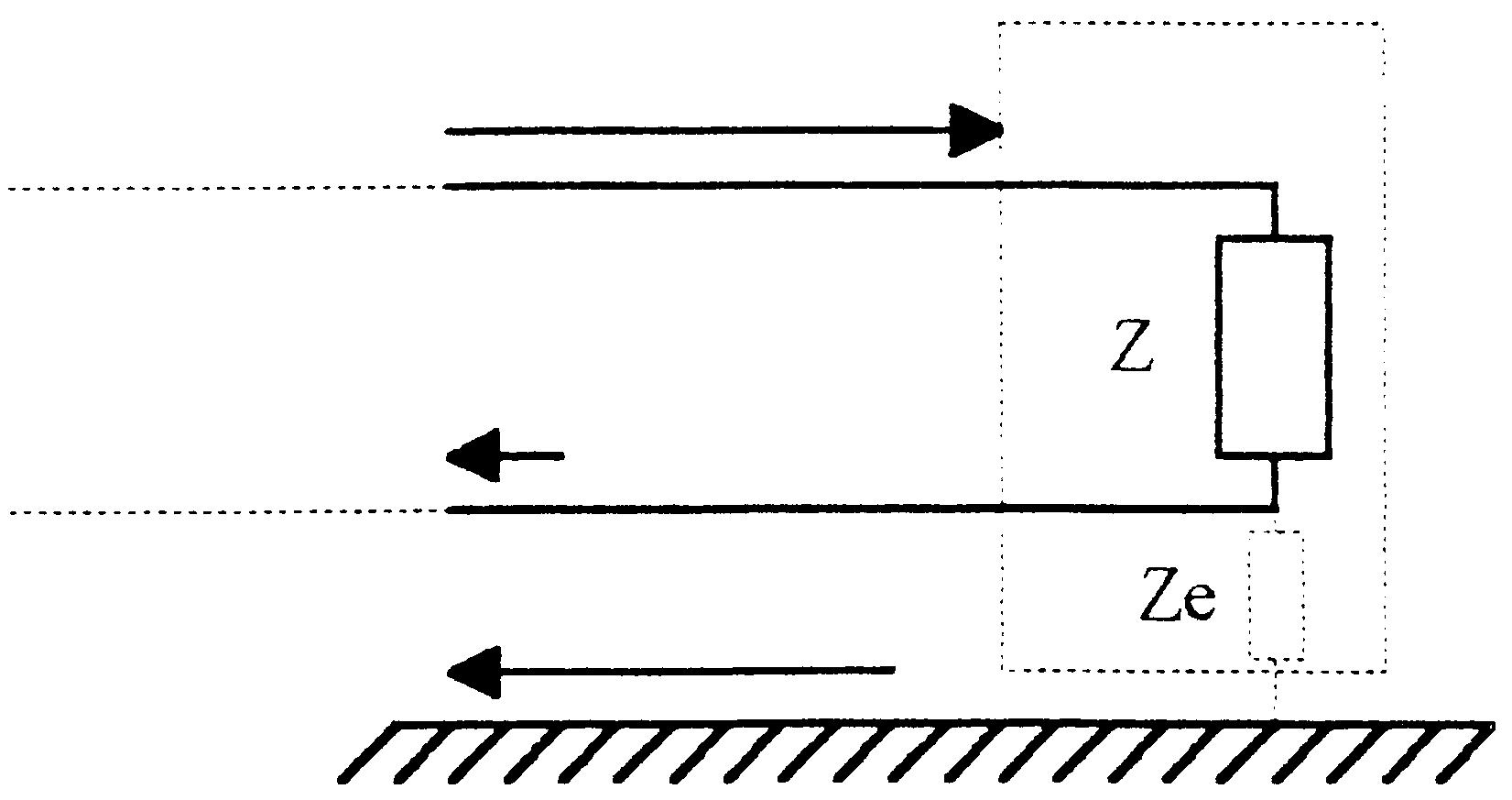
Die Überlagerung von Gleichtaktsignal und Gegentaktsignal ergibt die reale Stromverteilung auf der Leitung